# Jonathan Klussmann
Jonathan Klussmann (* 6. Oktober 2002) ist ein dänischer Basketballspieler.

## Werdegang
In Klussmanns erster Saison (2019/20) in der höchsten dänischen Spielklasse, Basketligaen, erzielte er in 19 Einsätzen im Durchschnitt 17,3 Punkte, war damit bester Korbschütze seiner Mannschaft und stand in der Basketligaen-Korbjägerliste auf dem achten Platz. Er wurde als bester junger Spieler der Basketligaen-Saison 2019/20 ausgezeichnet.
Im Spieljahr 2020/21 erreichte Klussmann mit 17 Punkten je Begegnung den ligaweit siebtbesten Wert, in der Sommerpause 2021 wechselte er innerhalb der Liga zu Randers Cimbria. Der spanische Drittligisten Fundación Globalcaja La Roda nahm den Dänen im September 2023 unter Vertrag.
Im Sommer 2024 schloss sich Klussmann dem deutschen Zweitligisten SC Rasta Vechta II an. Mit 15,9 Punkten je Begegnung war er in der Saison 2024/25 der beste Korbschütze der Niedersachsen, stieg mit Vechta II allerdings aus der Liga ab. Klussmann wurde im Juli 2025 vom Zweitligarückkehr Paderborn Baskets verpflichtet.

### Nationalmannschaft
Im Februar 2022 bestritt Klussmann in der Ausscheidung für die Europameisterschaft 2025 sein erstes Länderspiel für Dänemarks Herrennationalmannschaft und war mit 13 Punkten am Sieg gegen Norwegen beteiligt, womit er zusammen mit Jonas Zohore bester dänischer Korbschütze war.